# Sakowate
Sakowate (Pitheciidae) – rodzina nadrzewnych ssaków naczelnych Nowego Świata z infrarzędu małpokształtnych (Simiiformes) obejmująca gatunki określane nazwami titi, saki i uakari, wcześniej zaliczane do rodziny płaksowatych (Cebidae).

## Zasięg występowania
Małpy zaliczane do rodziny Pitheciidae występują w lasach Ameryki Południowej – większość gatunków w rejonie Amazonki i Orinoko, a pozostałe na terenach od Kolumbii po Boliwię i południowo-wschodnie wybrzeża Brazylii. Zasiedlają lasy różnych typów – od terenów bagnistych, przez sawanny drzewiaste, lasy galeriowe po tropikalne lasy deszczowe.

## Charakterystyka
Są to małpy małe i średniej wielkości, od 70 cm do blisko 100 cm długości ciała, o różnorodnym, często kontrastowym ubarwieniu. Ich ogon jest puszysty i nie jest chwytny. Titi, czyli gatunki z rodzaju Callicebus, są najmniejszymi przedstawicielami rodziny, do największych należą uakari. Pitheciidae mają wydłużony pysk i siekacze skierowane ukośnie ku przodowi. Uzębienie jest przystosowane do zjadania twardych owoców stanowiących podstawę diety tych ssaków. Uzupełnienie stanowią liście i owady.
Pitheciidae prowadzą nadrzewny tryb życia, są aktywne w ciągu dnia. Saki i uakari żyją w stadach złożonych z kilku do kilkudziesięciu osobników, natomiast titi są gatunkami monogamicznymi i żyją w małych grupach rodzinnych. Samice rodzą jedno młode po 5-6-miesięcznej ciąży. Długość życia gatunków obserwowanych w niewoli wynosiła od 25 dla Callicebus spp. do 35 lat w przypadku gatunków z rodzaju Pithecia.

## Systematyka
Podrodzina Pitheciinae była wcześniej zaliczana do rodziny płaksowatych. Została wyodrębniona z płaksowatych, podniesiona do rangi rodziny Pitheciidae jako takson monofiletyczny i podzielona przez taksonomów na dwie podrodziny: Callicebinae – obejmującą wiele gatunków titi oraz Pitheciinae – obejmującą gatunki określane jako saki i uakari.
- Callicebinae Pocock, 1925 – titi
- Pitheciinae Mivart, 1865 – saki

Opisano również rodzaje o niepewnej pozycji systematycznej i niesklasyfikowane w żadnej z powyższych podrodzin:
- Antillothrix MacPhee, Horovitz, Arredondo de la Mata & Jiménez Vasquez, 1995[7] – jedynym przedstawicielem był Antillothrix bernensis (Rímoli, 1977)
- Insulacebus Cooke, Rosenberger & Turvey, 2011[8] – jedynym przedstawicielem był Insulacebus toussaintianus Cooke, Rosenberger & Turvey, 2011 – jedynym przedstawicielem był Lagonimico conclucatus Kay, 1994
- Lagonimico Kay, 1994[9]
- Paralouatta Rivero de la Calle & Arredondo de la Mata, 1991[10]